# Anapo (folyó)
Az Anapo egy folyó Olaszországban, Szicília délkeleti részén.

## Nevének eredete
Az ősi időkben Anapos, a folyó istene volt, Kyane pedig a tavasz nimfája.

## Leírása
Az Iblai-hegységben emelkedő Monte Lauro déli oldalán, Buccheri község területén ered. Előbb délkeleti, majd északkeleti, végül megint délkeleti irányban folyik. Áthalad Siracusa megyén és Siracusától délre, a Nagy kikötő-öbölnél (Porto Grande) torkollik a Jón-tengerbe.
Teljes hossza 40 km. A folyó alsó szakaszai hajózhatók is.
Az Anapo röviddel a torkolat előtt a kis Kyane folyóval együtt torkollik a tengerbe. Az Anapo és a Kyane folyóparti területei ma az egyetlen olyan helyek Európában, ahol a vad papiruszsás-bokrok még mindig nőnek.
A botanikusok feltételezik, hogy a növények egy korábbi mediterrán növényzet maradványai, mivel nem azonosak az egyiptomi papiruszfűvel. Az állomány megőrzése érdekében a partvidéket szigorú természetvédelem alá helyezték.

## Galéria

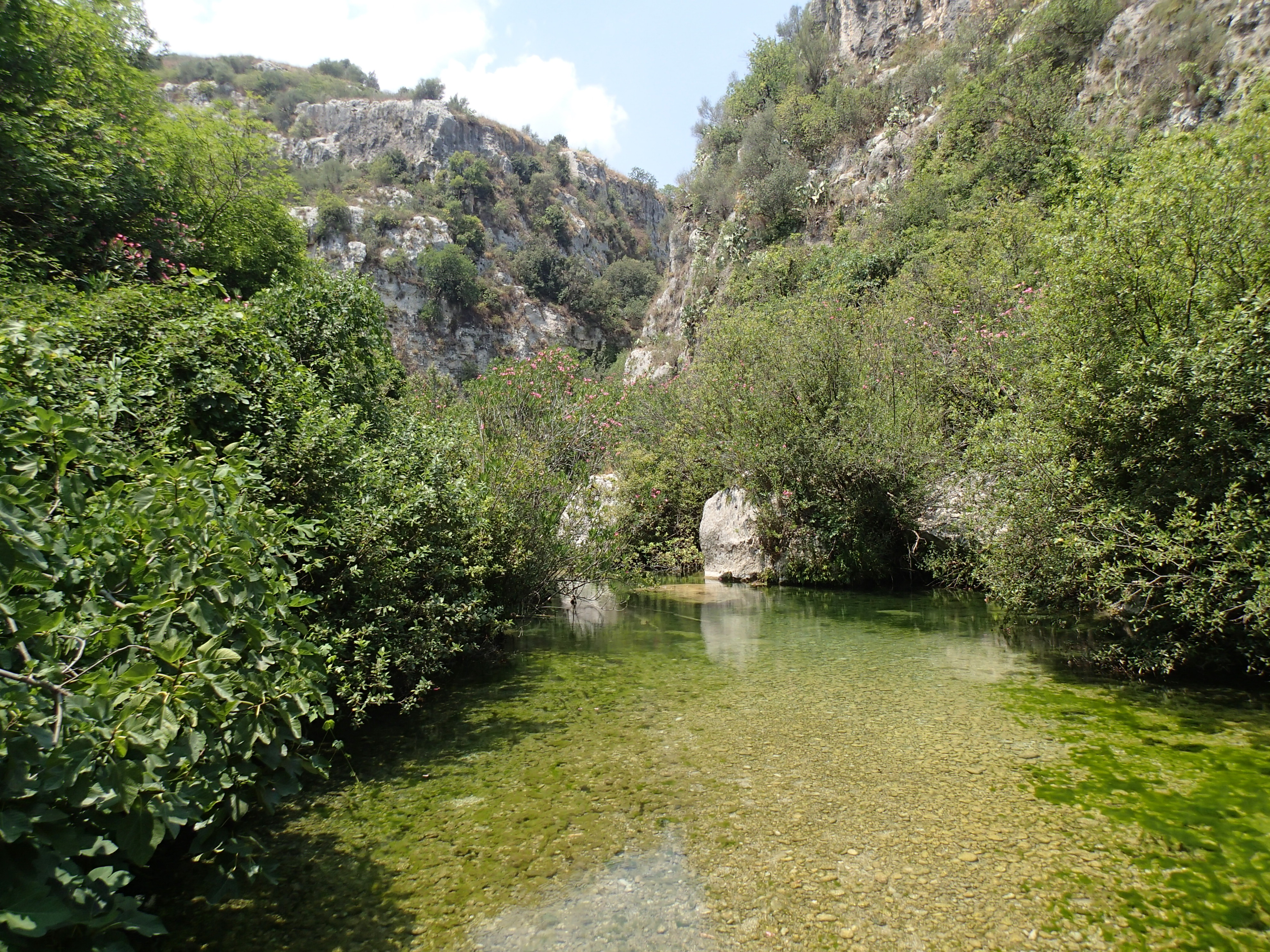
Az Anapo folyó völgye Pantalicánál
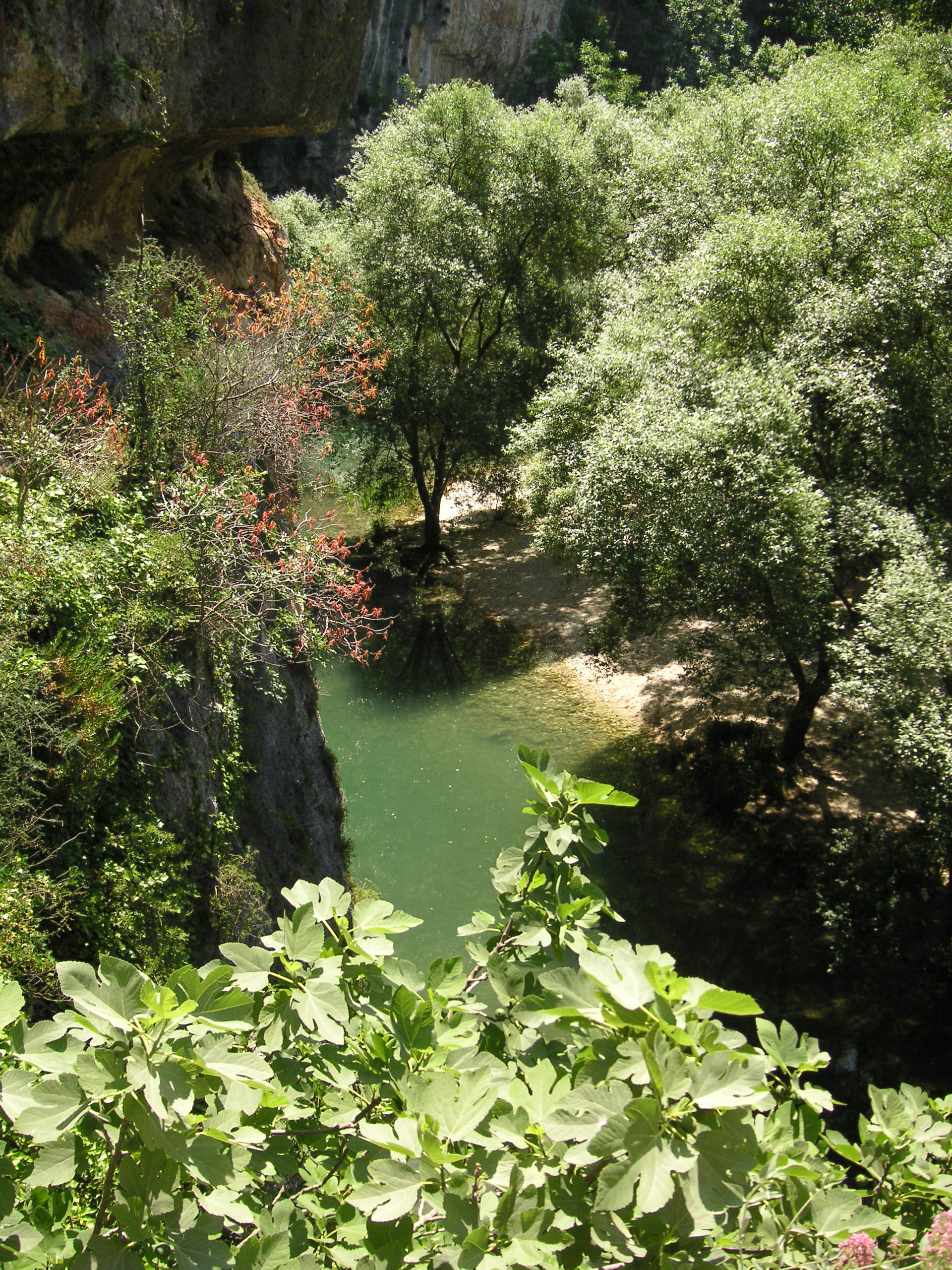
Az Anapo Pantalicánál
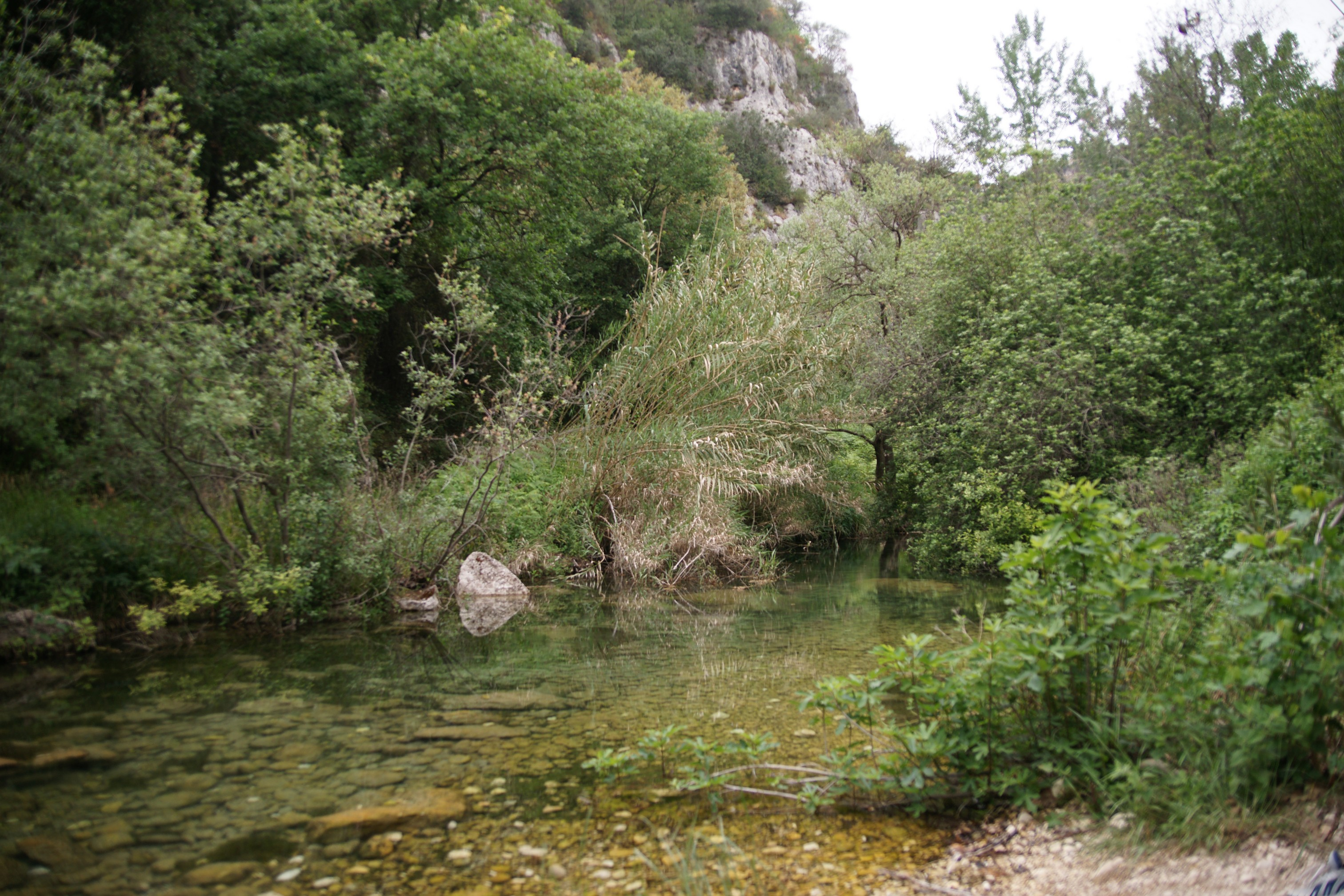
A folyó Pantalicánál
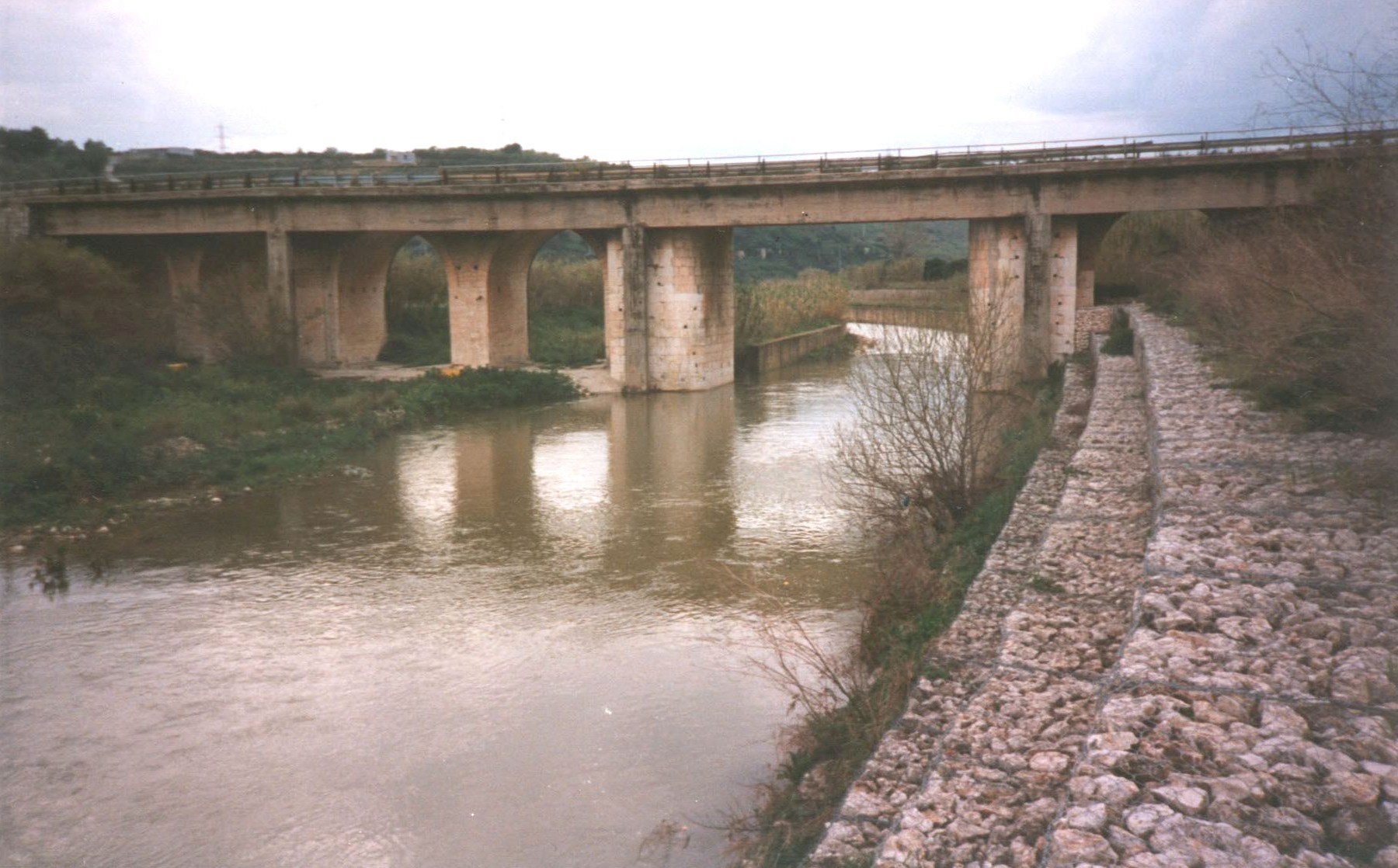
Híd az Anapo folyón
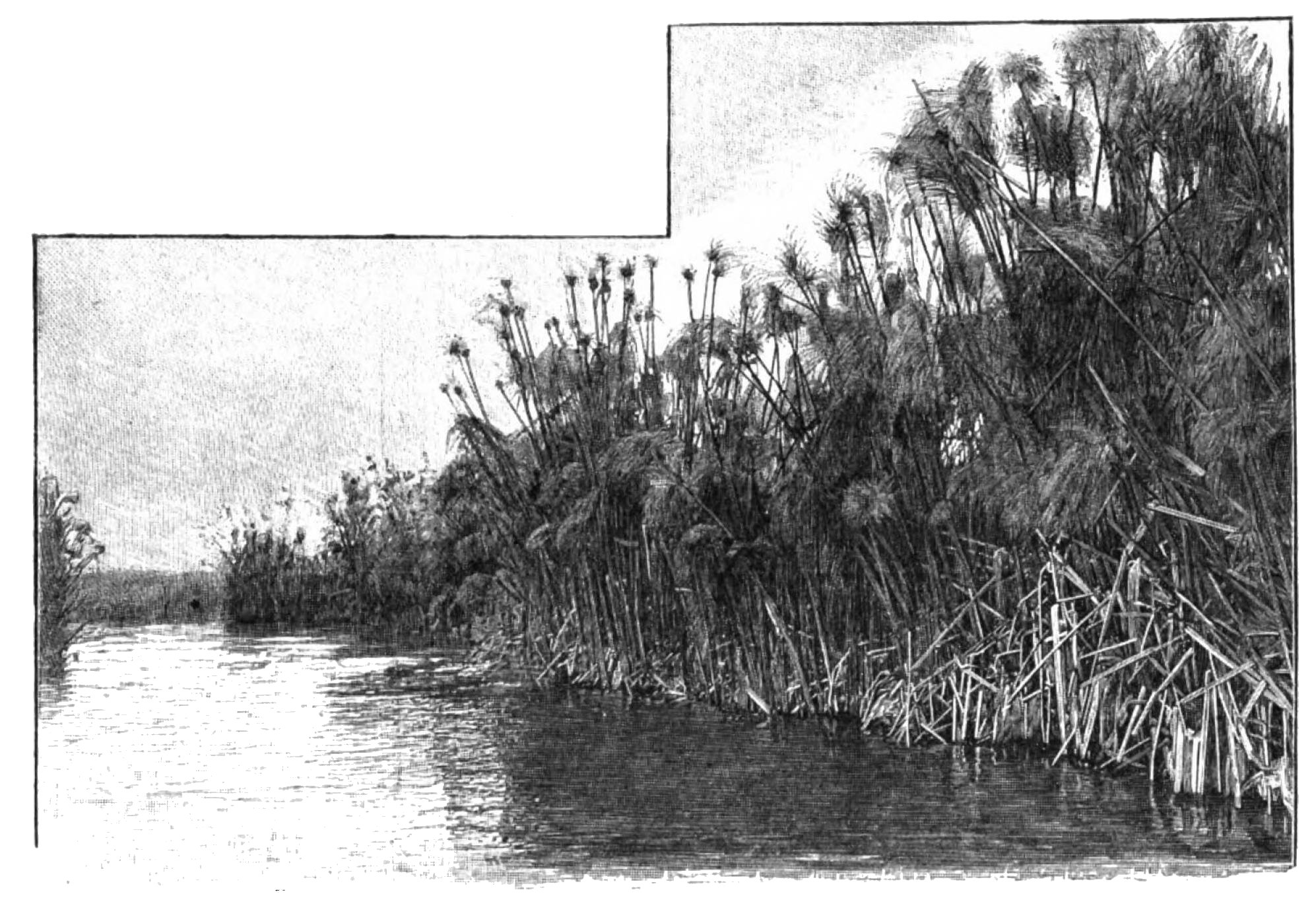
Papirusznád
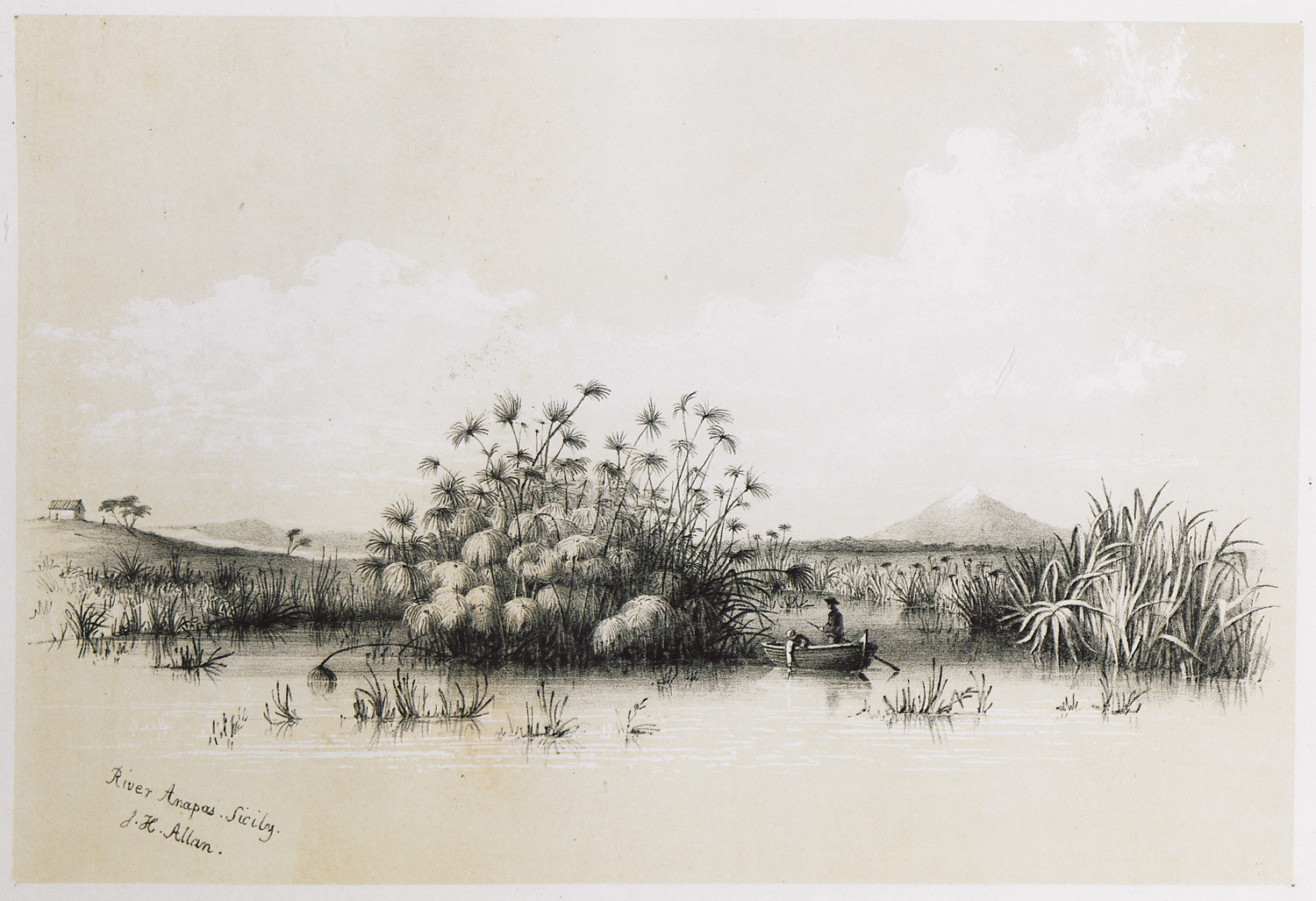
Papirusznád rajza az Anapo mellékéről
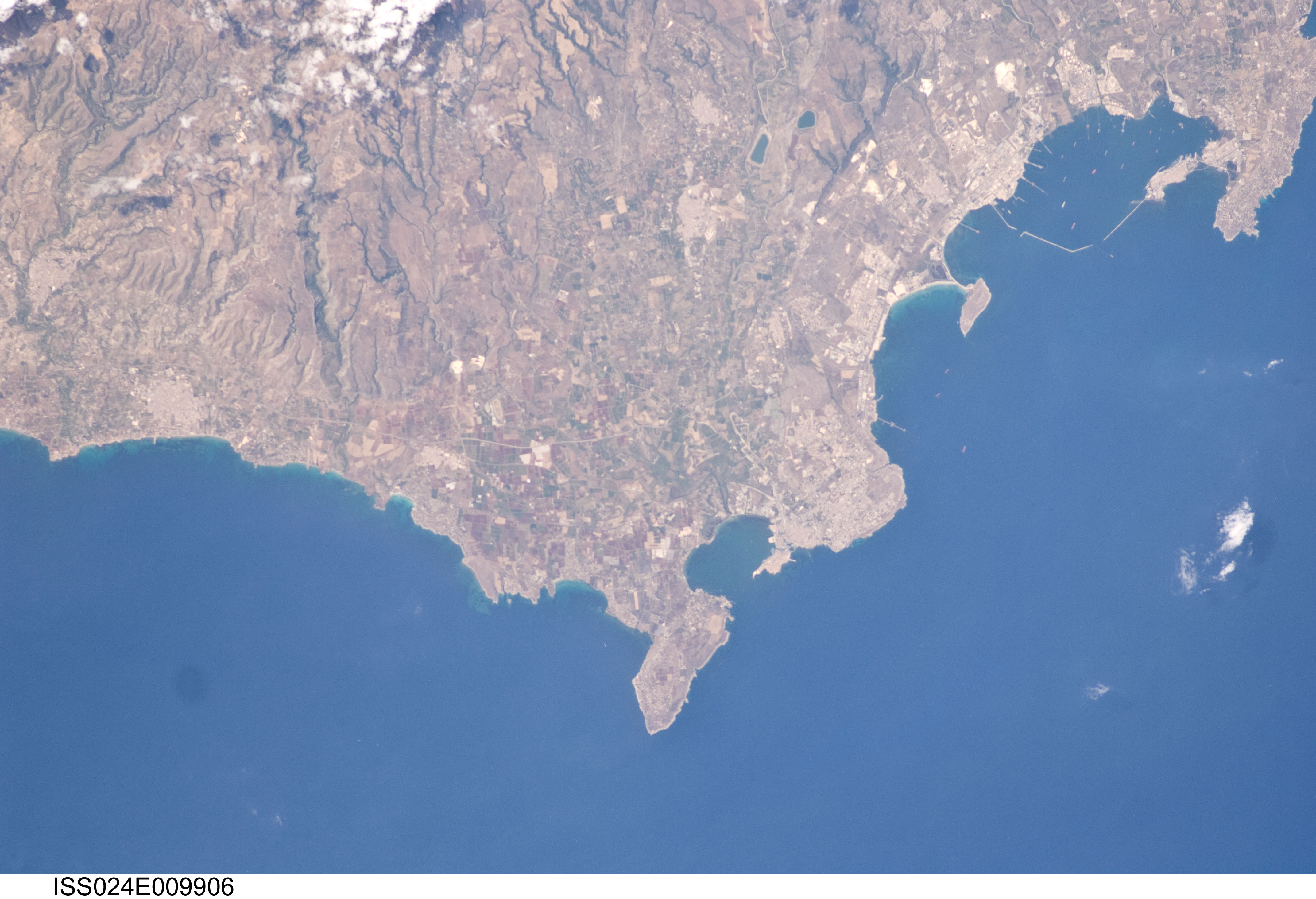
Műholdkép a folyó torkolatvidékéről

## Külső hivatkozások
- Anapo – Fiumi.com (olaszul)